# Sugar Land
Sugar Land és una població dels Estats Units a l'estat de Texas. Segons el cens del 2006 tenia 79.943 habitants.

## Demografia
Segons el cens del 2000, Sugar Land tenia 63.328 habitants, 20.515 habitatges, i 17.519 famílies. La densitat de població era de 1.015 habitants per km².
Dels 20.515 habitatges en un 51,2% hi vivien nens de menys de 18 anys, en un 74,5% hi vivien parelles casades, en un 8,4% dones solteres, i en un 14,6% no eren unitats familiars. En el 12,6% dels habitatges hi vivien persones soles el 2,9% de les quals corresponia a persones de 65 anys o més que vivien soles. El nombre mitjà de persones vivint en cada habitatge era de 3,06 i el nombre mitjà de persones que vivien en cada família era de 3,36.
Per edats la població es repartia de la següent manera: un 31,2% tenia menys de 18 anys, un 6,2% entre 18 i 24, un 28,7% entre 25 i 44, un 27,2% de 45 a 60 i un 6,7% 65 anys o més.
L'edat mediana era de 37 anys. Per cada 100 dones de 18 o més anys hi havia 91,5 homes.
Entorn del 3,2% de les famílies i el 3,8% de la població estaven per davall del llindar de pobresa.

## Poblacions més properes
El següent diagrama mostra les poblacions més properes.